# Musée national des Monuments Français
Il Musée national des Monuments Français (letteralmente "Museo nazionale dei monumenti francesi") è un museo che si trova a Parigi.

## Descrizione
Il museo, che espone principalmente calchi in gesso dei principali monumenti francesi, è situato all'interno dell'ala est del Palais de Chaillot e fa parte della Cité de l'architecture et du patrimoine.
La collezione si compone in tre gallerie: la galerie Davioud (1878) e la galerie Carlu (1937) formano una gipsoteca, mentre la galleria superiore funge da spazio espositivo per manufatti e opere d'arte moderna e contemporanea, dove trovano posto anche dipinti murali e vetrate. C'è anche una biblioteca.
Il museo contiene circa 6 000 calchi di sculture, tra cui l'antica Grecia, Italia, Germania e Svizzera, ma principalmente sculture francesi del periodo romanico e gotico. Contiene anche modellini in scala di edifici, copie di elementi architettonici, sculture, affreschi e vetrate provenienti da chiese e castelli francesi, nonché una collezione di circa 200.000 fotografie. La maggior parte delle copie sono state realizzate tra la fine del XIX e l'inizio del XX secolo.
Di particolare interesse è la Galerie Davioud, che espone calchi di sculture provenienti dalla Cattedrale di Strasburgo, dalla Cattedrale di Bourges e da Notre-Dame de Reims.
Il museo contiene anche copie di elementi della Cattedrale di Angoulême, della chiesa di Saint-Pierre d'Aulnay, della Cattedrale di Autun, dell'Abbazia di Cluny, della Chiesa di Sainte-Foy, dell'Abbazia di Notre-Dame de Jouarre, dell'Abbazia di Moissac, di Sainte-Marie-des-Dames, dell'Abbazia di Saint-Gilles, della Cattedrale di Arles, dell'Abbazia di Saint-Génis-des-Fontaines, della Basilica di Saint-Sernin e di Notre-Dame du Port.